# Yangjian (köpinghuvudort i Kina, Jiangsu Sheng, lat 31,63, long 120,55)
Yangjian (kinesiska: 羊尖镇) är en köpinghuvudort i Kina. Den ligger i provinsen Jiangsu, i den östra delen av landet, omkring 170 kilometer öster om provinshuvudstaden Nanjing. Antalet invånare är 53 265. Befolkningen består av 26 127 kvinnor och 27 138 män. Barn under 15 år utgör 10,0 %, vuxna 15-64 år 78 %, och äldre över 65 år 11,0 %.
Runt Yangjian är det tätbefolkat, med 762 invånare per kvadratkilometer. Närmaste större samhälle är Changshu City, 17,8 km öster om Yangjian. Trakten runt Yangjian består till största delen av jordbruksmark.
Genomsnittlig årsnederbörd är 1 488 millimeter. Den regnigaste månaden är juli, med i genomsnitt 228 mm nederbörd, och den torraste är januari, med 46 mm nederbörd.